# Torellivelutina
Torellivelutina is een geslacht van weekdieren uit de klasse van de Gastropoda (slakken).

## Soort
- Torellivelutina ammonia (Dall, 1919)